# Jelowaja
Die Jelowaja (russisch Еловая, Большая Еловая, Чижандзи) ist ein linker Nebenfluss des Ket im äußersten Westen der russischen Region Krasnojarsk in Westsibirien.

## Flusslauf
Die Jelowaja entspringt in einem Sumpfgebiet nördlich des Unterlaufs des Tschulym. Sie fließt in überwiegend nordnordwestlicher Richtung und weist dabei unzählige Flussschlingen auf. Sie erreicht die Niederung des Ket und mündet linksseitig in ihn. Ihre Länge beträgt 331 km. Ihr Einzugsgebiet, das im Osten an das des Mendel grenzt, umfasst 6230 km². Zwischen Mai und August führt die Jelowaja Hochwasser.